# 川越城
川越城（かわごえじょう）は、埼玉県川越市にあった日本の城。江戸時代には川越藩の藩庁が置かれた。別名、初雁城、霧隠城。関東七名城・日本100名城。通常、川越城の名称を表記する場合、中世については河越城、近世以降は川越城と表記されることが多い。

## 概要
武蔵野台地の北東端に位置する平山城。1848年（嘉永元年）に建られた本丸御殿の一部が現存する（埼玉県有形文化財）。かつての城は、現在の初雁公園から川越市役所に至る広さであった。大半は失われ、二の丸跡は川越市立博物館・川越市立美術館、三の丸跡は埼玉県立川越高等学校となっているが、高校の南に、小高い丘の「富士見櫓」跡（埼玉県指定史跡）が残り、頂に御嶽神社と浅間神社が建っている。川越城には天守はなく、宇都宮城の清明台櫓と同様に、城の中で一番高い所にあった富士見櫓が天守の代わりをしていた。富士見櫓は三層であった。。また、帯郭門、北門、高麗門、土塀、本丸御殿玄関の旧状の木造復元や土塁の復元計画がある。
中世から近世にかけて改築がなされ規模を大きく変えた。藩政時代には、酒井忠勝・松平信綱（知恵伊豆）や柳沢吉保など、幕府の要職についた歴代藩主が多く、幕閣の老中数7名は全国でも最多の藩の1つであり、江戸時代中期までは「老中の居城」であった（中期以降は親藩）。

## 別名
初雁城
城内の三芳野神社に「初雁の杉」があった。毎年同じ時期に北から初雁が飛来し杉の真上で三声鳴き三度回って南に飛び去った、という故事による。太田道灌が川越城築城祝いで開いた宴の折も初雁が来て鳴いたことから道灌が「初雁城」と命名したとされる。3代目の初雁の杉が神社の社殿裏にある。
霧隠城
城内に「霧吹きの井戸」という井戸があり、普段は蓋をしておくが危急の際は蓋を開くと霧が城を隠したという伝承による。井戸は移築され、現在は市立博物館の前庭にある。

## 歴史・沿革

### 室町時代

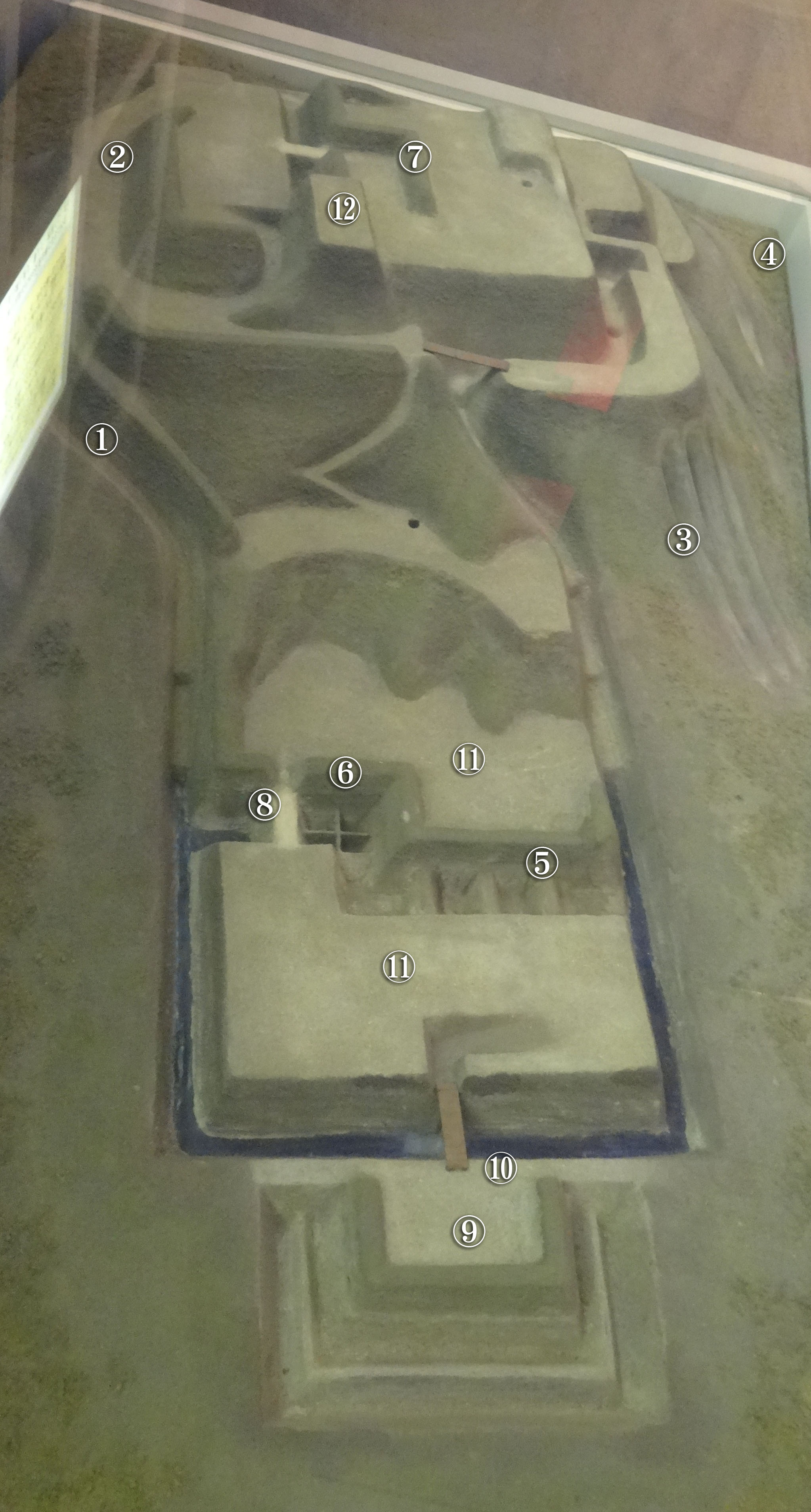
中世城郭の各部名称 ①竪堀 ②土塁 ③連続竪堀 ④堀切 ⑤畝堀 ⑥障子堀 ⑦枡形虎口 ⑧平虎口 ⑨馬出 ⑩土橋・木橋 ⑪曲輪 ⑫櫓台

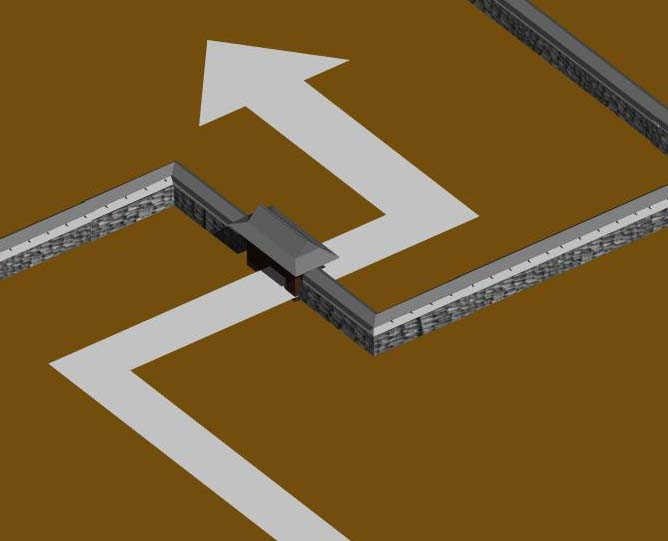
食い違い虎口例

室町幕府より関東の押さえとしておかれた鎌倉府は、代を重ねるごとに独立志向を強める鎌倉公方足利氏と、その補佐役でありながら、中央政権である室町幕府を支持する関東管領上杉氏との内部対立が生じていた。
そしてついに1454年（享徳3年）、第5代鎌倉公方足利成氏が関東管領上杉憲忠を謀殺した事をきっかけとして、関東を戦乱の世とした享徳の乱が勃発した。
鎌倉公方であった足利成氏は、自身が遠征中で不在となっていた本拠地・鎌倉を上杉氏援軍の今川範忠勢によって制圧されてしまう。足利成氏は鎌倉に戻るのを断念して下総国古河に拠点を構えた事から以後古河公方と呼ばれ、室町幕府の支持を得た上杉氏と関東を二分する争いになった。
武蔵国東部の低湿地帯は、上杉氏と古河公方の対立の最前線となったため、古河公方の勢力（古河城や関宿城・忍城など）に対抗する上杉氏の本拠地として、1457年（長禄元年）、扇谷上杉氏の上杉持朝は、家宰の太田道真、太田道灌父子に河越城（川越城）の築城を命じ、自ら城主となった。加えて、上杉持朝は南方の下総国との国境に江戸城も築城させ、道灌を城主とし、両城を軍事道路（後の川越街道）で結び、古河公方への防衛線を構築した。
河越城は武蔵野台地の北端の丘陵に位置し、東方の低地を睨んだ自然の要害に位置している、比高5～6mの平山城であった。城の北に赤間川（現新河岸川）が流れ、さらに北を入間川・越辺川などが流れて外堀の役割を果たす。城の南は遊女川（よながわ）の湿地帯であった。
道灌の築城方法は、「道灌がかり」という「連郭式縄張り」で、子城、中城、外城など独立した曲輪を連ね、周囲に高さ二間ほどの土塁を築く。そして曲輪の間には堀を巡らし、飛橋と呼ばれる橋で連結し、連結した入口には土橋、引き橋、食い違い虎口や横矢がかりなどの仕掛けを作ることで敵が侵入しても各曲輪にて防ぐ構造であった。
河越城の城郭はおよそ5万坪、8門8櫓を構えた。新編武蔵風土記稿によると本丸南西の20mの高台に富士見櫓を築いたのも道灌である。
なお、築城に際しては、太田道真主導説（北条五代記や永享記など）と太田道灌主導説（霊岩夜話や太田家記など）の2説ある。築城後、城の西に太田道真屋敷が、北西に太田道灌屋敷が築かれた。また、三芳野神社が祀られた天神郭も造られた。
太田道灌は享徳の乱の収束に尽力し、1482年（文明14年）に室町幕府と古河公方は和睦したが、名声を高めた道灌を恐れた主君扇谷上杉定正（持朝の子）は、道灌を暗殺してしまう。
これにより太田家は扇谷家と離反、上杉氏内部も山内家と扇谷家の内部分裂と抗争を繰り返し、その内部抗争に古河公方が介入する、泥沼の長享の乱となる。
1497年（明応6年）には、扇谷上杉氏の当主・上杉朝良が居城する河越城に対抗して、山内上杉氏当主・上杉顕定が入間川対岸の旧河越館に「上戸陣」を構築し、古河公方の足利政氏を招いて、7年間も睨みあった。
- 上杉時代の城主：（扇谷）上杉持朝、上杉政真、上杉定正、上杉朝良、上杉朝興、上杉朝定

### 戦国時代
長享の乱の頃、駿河国今川氏に仕えていた北条早雲は、関東の争乱に乗じて、瞬く間に伊豆国から相模国を制圧した。
早雲から1518年に家督を譲り受けた嫡男北条氏綱は、武蔵国征圧のため、1524年（大永4年）に扇谷上杉朝興の江戸城を収め落とし、翌年には扇谷方の岩槻城を占領して、武蔵の内陸に食い込んだ。
上杉朝興は河越に逃れて形勢を建て直し、蕨城や岩槻城で攻防を繰り広げた（以後、河越夜戦までを総じて河越城の戦いという）。
1537年（天文6年）に上杉朝興が死んで上杉朝定が若くして家督を継ぐと、若年の上杉朝定が家督相続したのを好機と見た北条氏綱はそれに乗じて一気に攻勢をかけ、河越城を奪取。武蔵国支配を確定した。
上杉朝定は北方の松山城へのがれ、河越城は以降、北条早雲を祖とする後北条氏の武蔵国支配の拠点となり、そこに「河越衆」と呼ばれる大道寺氏らの精鋭部隊が置かれた。
1541年（天文10年）に北条氏綱が死に、氏康が継ぐと、河越城奪回をはかる扇谷上杉朝定は、それまで敵対してきた古河公方（足利晴氏）・山内上杉氏（上杉憲政）と連合を組み、1545年（天文14年）10月から8万の大軍で河越城を包囲し、さらに今川義元、武田信玄と連携し、駿河と武蔵でほぼ同時に後北条氏に対する軍事行動に出ることで圧迫を強めた（第2次河東一乱）。
この攻勢に「地黄八幡」で有名な北条綱成は半年に及ぶ篭城で抵抗し、1546年（天文15年）4月、今川氏との戦いを終えて救援にかけつけていた北条氏康との夜襲で連合軍を撃退した。これが日本三大夜戦の一つ「河越夜戦」である。その後、後北条家は北武蔵の支配を固めていった。
そして戦勝した後北条家は武蔵国の支配を完成させた。
その一方、扇谷上杉氏は当主上杉朝定討死、重臣難波田憲重死亡により滅亡、古河公方は古河に逃走、山内上杉氏は武蔵を捨て上野国へ逃亡し、長尾景虎に保護された。後に景虎は上杉家と関東管領を継承して上杉謙信となり、後北条領への侵攻を繰り返す事になる。
後北条氏は河越城を手に入れると大幅な修繕を実施、特に大道寺政繁は三の丸と八幡郭の拡張を行い、西方面への防備が強化された。
- 後北条時代の城主：北条氏綱、北条氏康、北条氏政、城代：北条綱成、大道寺盛昌、大道寺重興、大道寺政繁、大道寺直繁、大道寺直英

### 安土桃山時代
1590年（天正18年）の豊臣秀吉による小田原征伐では、河越城を守っていた後北条氏の宿老大道寺政繁が、上野国まで出陣して迎え撃つが降伏。前田利家の軍勢が河越城に入城した。
同年8月、徳川家康が関東に封ぜられたのに伴い、徳川氏譜代筆頭の酒井重忠が1万石をもって川越に封ぜられ、川越藩が立藩した。
- 川越藩立藩以後の川越城主は、酒井家→酒井家→堀田家→大河内松平家→柳沢家→秋元家→結城松平家→松井松平家と推移した（詳しくは川越藩を参照のこと）

### 江戸時代

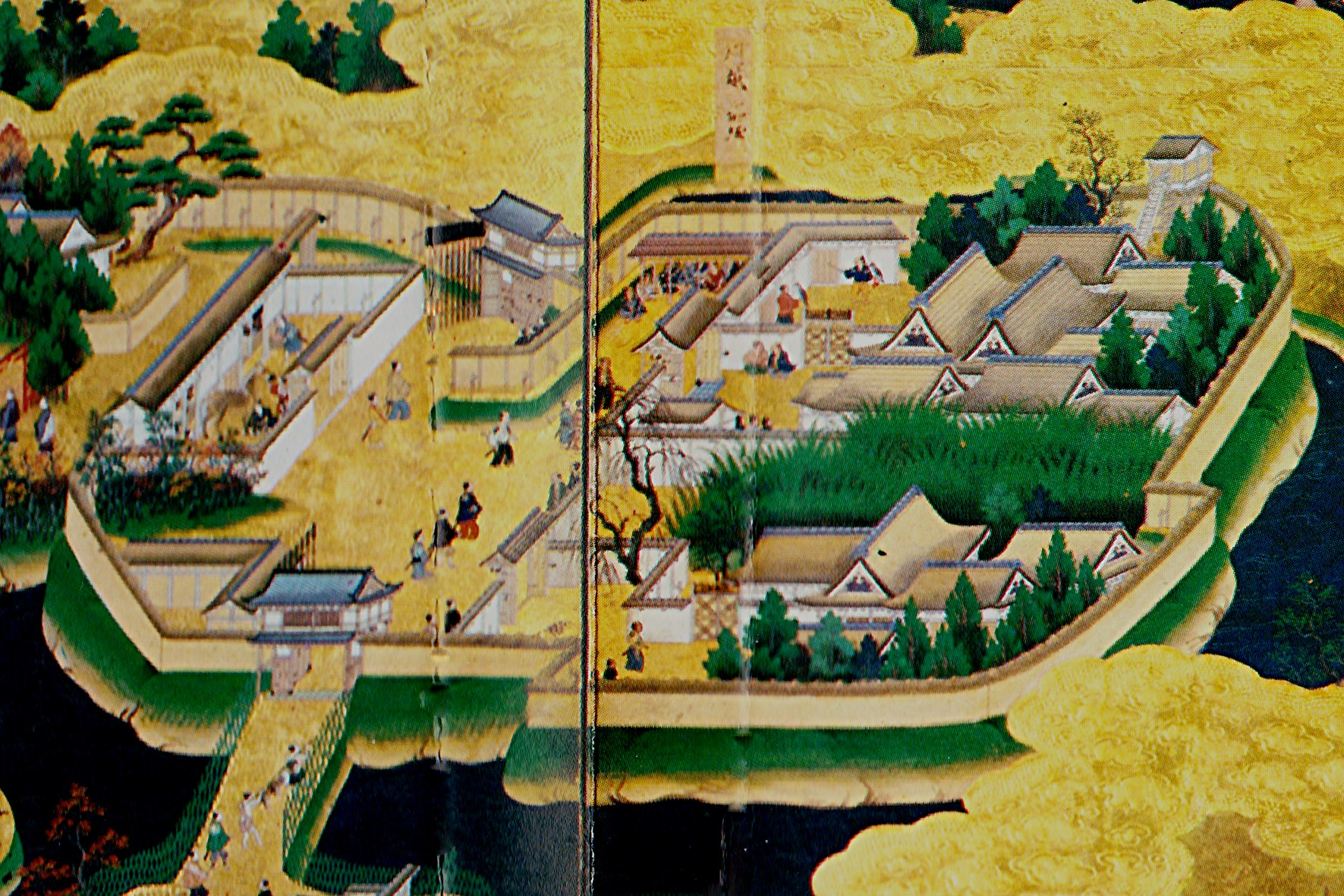
『江戸図屏風』にある川越城

川越藩で最大の石高を領したのは結城松平家（越前松平家一門）の17万石である。
江戸時代には川越城を中心に城下町が形成され、小江戸と称された。城下は武蔵国の商工農の中心、物資の集散地として栄え、物産品は新河岸川を通じて江戸に運ばれた。
1767年（明和4年）、前藩主秋元家の移封に伴って川越は前橋藩結城松平家の所領となったが、同家の居城である前橋城が洪水で破損して再建が困難となったために前橋城を放棄して川越城に居城の変更することが認められた。この状態は100年後の1867年（慶応3年）に前橋城が再建され、それを機会に所領が再編されて前橋藩（旧川越藩・結城松平家）と川越藩（松井松平家）に分離されるまで続いた。
川越街道は川越藩主の参勤交代や、川越藩の分領の上野国前橋との連絡で重要な役割を果たした。
- 1639年（寛永16年） 、川越城主となった大河内松平家・松平信綱（知恵伊豆）は、大拡張工事を行い寛文年間に完成し、倍の規模の近代的城郭になった。

- 中郭、追手郭（あわせて外郭）、北東に新郭、東に帯郭、南に田郭が付加された。川越城は、本丸、二の丸、三の丸や八幡郭、外郭、田郭、新郭などの曲輪、本丸の富士見櫓（南西隅）と虎櫓（北西隅）、二の丸の二重の菱櫓という4つの櫓[2]、西大手、南天手、一、二、三、天神、蓮池、中、清水、田郭、帯郭、新郭、埋の13の門からなり、土塁・水堀を張り巡らした総面積が9万9千坪（約326,000㎡）余りの規模をもつ城郭となった。天守の代用となった富士見櫓は、基壇の高さ51尺（15.4m）、櫓の高さも51尺（15.4m）である。信綱による修築以前の姿は、国立歴史民俗博物館の「江戸図屏風」に残っている。 城主の住居は焼失するまで二の丸にあり、二の丸には武具方役所もあった。隠居屋敷は三の丸にあり、三の丸南には馬場と馬見所が設けられた。家老屋敷は外郭に配された。新郭には米蔵や火薬庫があった。
- 1848年（嘉永元年） 結城松平家・松平斉典により、本丸御殿の造営が行われる。二の丸にあった御殿が1846年（弘化3年） 焼失し、再建したもので、これが現存する御殿である。

### 近現代
- 1868年（明治元年） 松井松平家・松平康英が明治政府に恭順の意を示すため、堀を埋める。
- 1869年（明治2年） 川越藩が新政府に川越城の老朽化した建物を取り壊したい旨を届け出、城の部分的取り壊しが始まる。
- 1873年（明治6年） 廃城令に伴い、川越城内の不用・破損の建物等の入札・売払が行われる。
- 1924年（大正13年） 川越城跡が埼玉県指定史跡に指定される。
- 1967年（昭和42年） 本丸御殿が県指定有形文化財に指定される。
- 1989年（平成元年） 川越城主要部（13．5ha）を復元し城址公園を拡張するという初雁公園整備基本構想が策定。その後バブル崩壊とともに頓挫し計画は公表されることもなかったが、28年後の2017年にその存在が明らかになった。
- 2006年（平成18年）4月6日、日本100名城（19番）に選定された。
- 2017年（平成29年） 初雁公園整備基本構想が縮小し復活。初雁球場を移転させ城址公園を拡張すると発表。

## 遺構
現在、城址の大部分は市街地となっており、往時の姿を想像するのは難しいが、本丸御殿の一部（大広間と玄関）が現存している事は特筆に値する。
本丸御殿大広間が現存しているのは、日本では川越城の他には高知城のみであり、城郭御殿全体でも他に二条城と掛川城だけという極めて貴重な遺構である。本丸御殿南側には富士見櫓跡、西方には中ノ門付近の堀跡が現存している。
2019年3月に公園整備を推進する新たな基本計画として「川越市初雁公園基本計画」の策定を公表した。城跡に建設された初雁球場やプールを2032年頃を目標に移転する方針を固めている。

### 川越城本丸御殿
本丸御殿は、1848年（嘉永元年）、松平斉典の17万石時代に建てられた入母屋造りで、豪壮な大唐破風と霧除けのついた間口19間・奥行5間の大玄関・車寄せをもつ。36畳の大広間は、板間で玄関と区切られ、さおべり天井で奥行3間の座敷には9尺の廊下が四方を囲っている。建坪は165坪である。
当時は16棟、1025坪の規模をもっていた。明治に入ると廃城令で多くの建物は解体され、現在残る建物は玄関・大広間部分と家老詰所のみとなっているが、本丸御殿大広間は川越城の他には高知城にしか現存せず、全国的に見ても貴重な遺構である。玄関・大広間部分は入間県県庁、入間郡公会所、更には煙草専売局淀橋支局川越分工場へと転用され、1933年（昭和8年）には川越武道奨励会の修練道場となり、名称も初雁武徳殿に変更、戦後は川越市立第二中学校（現在は初雁中学校）の校舎や屋内運動場として使用されていたが、1967年（昭和42年）、県指定有形文化財に指定された。家老詰所については、解体後上福岡市（現：ふじみ野市）の民家に移築されていたのを再度移築したものであり、位置は以前とは異なっている。こちらも1991年（平成3年）に県指定有形文化財に追加指定された。2008年（平成20年）10月から2011年（平成23年）3月まで保存修理工事が行われた。

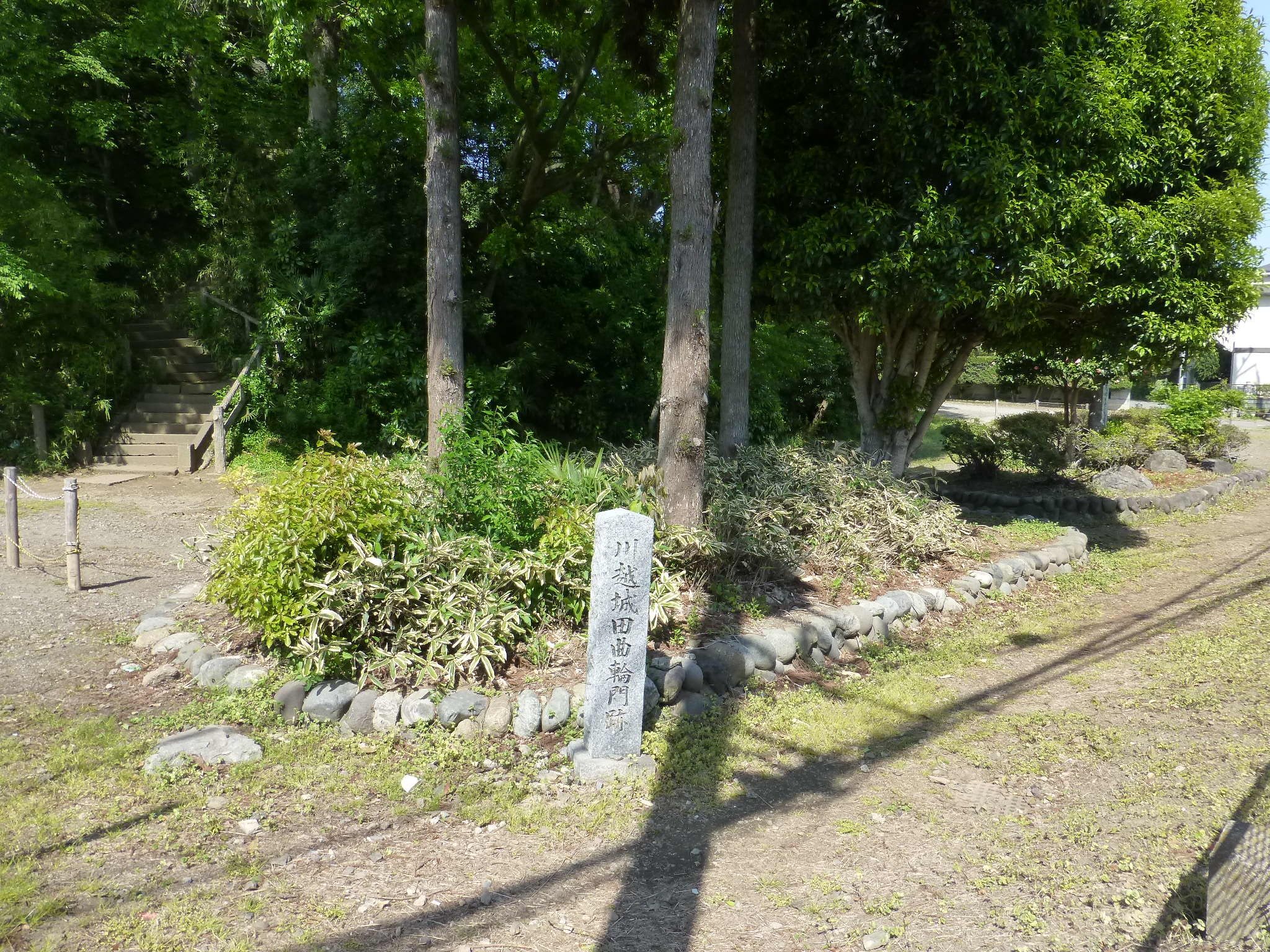
田曲輪門跡と富士見櫓跡登口

### 富士見櫓跡
本丸御殿から南西へ直線で150メートル、道のりで約300メートルのところ、三の丸跡地である埼玉県立川越高等学校南側の小高い丘が城内で最も高い位置にあたり、この地に三層の富士見櫓があった。川越城には天守はなく、宇都宮城の清明台櫓と同様に富士見櫓が天守の代わりとなっていた。 正確な規模は不明だが江戸末期の慶応2年（1866年）に川越城を測量した時の記録によれば、長さ八間三尺（約15メートル）、横八間 （約14メートル）あったと記されている。富士見櫓の名前の由来は、文字通り富士山を望めたためである。現在は浅間神社と御嶽神社が建っている。

### 中ノ門堀跡
本丸御殿から市役所方面へ約300メートル西方の郭町1丁目付近の住宅の裏には、中ノ門付近の堀跡が現存しており、2008年（平成20年）より川越市による公園整備で堀や門の復元が行われた。中ノ門掘は西大手門側から本丸方向への敵の進入を阻むために巧みに配された堀のひとつであり松平信綱によって造られたものである。

### その他の遺構
本丸御殿の東側に隣接する三芳野神社境内には、かつての川越城の土塁とみられる高台がある。また、城跡と北方の氷川神社の間は低地となっており、かつて堀であったことがわかる。
かつての西大手門は川越市役所前に、本丸門は初雁球場近くに、田曲輪門は富士見櫓近くに、南大手門は第一小学校西門近辺にあった。南大手門の「馬出し」からの道がかつての城内の路の名残を留めている。
南大手門近くの「永島家住宅」は武家屋敷跡で、埼玉県内に残る江戸時代の武家屋敷の遺構はここだけである。川越では藩命で武家屋敷の生垣はカラタチと決められており美しい家並を形成、永島家住宅の生垣もカラタチである。また市内にある雲興山榮林寺の山門は二の丸の蓮池門を移築したものという。
市立博物館の資料によると、東松山市葛袋843の民家の門（旧川越城裏門扉）は川越城の裏門を移築した二層の長屋門のものといわれ、間口十四間、奥行き三間半、扉部が二間半の規模を持つ。川越城の移築門とされるのは、扉の天井部分等に今でも朱の跡が残されているためであり、城門由来の部材は扉のみである。
この他、市内三久保町の成田山旧客殿、加須市むさしの村武芸館が移築されていることが同じ資料にあるが、加須市のものは取り壊されて現存しない。
また、川越市立博物館には川越城のものと言われる扉が保存されている（非公開）。

### 江戸城遺構
川越城と江戸城は築城当初より深い縁があるが、川越城南方の喜多院（本丸御殿から南へ約800メートル、徒歩10分）には、江戸城の建物が移築され、現存している。客殿には徳川家光誕生の間と言われている部屋があり、家光の乳母春日局の間を含む書院、庫裏も移築されている（全て国の重要文化財）。初期の江戸城の御殿建築と末期の（川越城）御殿建築を比較するうえで両者とも貴重な遺構である。
また、市内の氷川神社（本丸御殿から北へ約400メートル、徒歩5分）には1637年（寛永14年）に家光が江戸城二の丸に建立した東照宮が移築されている。江戸城内の宗教的建造物としては現存する唯一のものである。

## 城下町の町割
老中首座で「知恵伊豆」と呼ばれた松平信綱によって形作られた川越の町割は、「十ヵ町四門前町」（じっかちょうしもんぜんまち）に郷分・城付を設けた合理的なもので、三方を低地と河川で囲まれた防衛に最適な台地の形状に合せて城と城下町が配置された。台地の北西端にあった城は、台地を開削して西へ大きく拡張され、その本丸の北側に総鎮守の氷川神社が置かれた。
城の表玄関である西大手門（現在の市役所）の前は、伝馬問屋の置かれた江戸町で、そこを基点に南方に川越街道が江戸まで伸びた。西大手門から西へ進む先には高札場である「札の辻」が設けられた。ここを軸に縦二十三条、横七十八条の概ね碁盤の目状に町割がなされた。また、袋小路・鉤の手・七曲り・丁字路など城下町特有の街路が作られた。
札の辻を中心とした一帯が城下の商人地区である上五ヶ町である。その南北の目抜き通りが、今日では蔵造りで有名な「一番街」である。町屋は概ね間口数間、奥行15間から20間の短冊型に区切られた。上五ヶ町に隣接して、時の鐘も建つ職人町の下五ヶ町があった。ここまでが町奉行の管轄であった。
一番街の西側には養寿院、行伝寺、妙養寺、南側に蓮馨寺があり、4つの門前町を形成した。町火消しはここまで担当した。
- 上五ヶ町
- 江戸町（えどまち）：川越街道の基点で、川越城西大手門前の南北の地区。人馬継ぎ立てをする問屋や蔵米の点検をする改があった。
- 本町（ほんまち）：西大手門から札の辻に至る大通り地区。
- 南町（みなみまち）：札の辻から南側。大店の呉服問屋が連なり隆盛した地区。蔵造りで有名な現在の川越一番街。西側に養寿院門前（門前横丁）と行伝寺門前（出世横丁）が伸びる。
- 喜多町（北町。きたまち）：札の辻から北側の地区。河越夜戦の舞台となった東明寺の門前町だった。
- 高澤町（たかざわまち）：札の辻から西側、高澤橋までの地区。江戸時代は特産品のそうめんを作る店を軒を連ねた。菓子製造の家も多く「菓子屋横丁」として現存している。
- 下五ヶ町

- 鍛冶町（かじまち）：南町のさらに南側の地区で、現在は一番街の仲町交差点北側にあたる。北条氏が相模から鍛冶職を移住させ鍛冶の町となった。
- 多賀町（たがまち）：時の鐘のある現在の鐘つき通りの地区。桶屋・大工の集まった職人街。
- 鴫町（志義町。しぎまち）：現在の仲町交差点の東西にあたる地区。鍛冶町の刀匠・鴫善吉が開いたので名が付いた。穀物問屋が軒を連ね、米市の取引量は武蔵国最大であった。川越藩の馬場もあった。妙養寺門前に連なる。
- 志多町（下町。したまち）：喜多町のさらに北側、東明寺橋までの地区。東明寺の広大な境内が町になった場所で、東明寺坂を下った位置であることから、古くは下町と呼ばれた。
- 上松江町（かみまつえちょう）：川越街道の江戸町より南側の地区。江戸から見ると川越城下の入口であり、宿場として栄えた。蓮馨寺門前（立門前通り）が西に伸びる。

城の南側には江戸幕府の直営社であった喜多院や仙波東照宮が広大な寺領を構えた。これは軍事的配置でもあった。
城の周囲は堀が張り巡らされ、家老などの上級藩士の武家屋敷は、南大手門周辺の堀の南側に建ち並んでいた。下級藩士は川越街道の入口近くの組屋敷に住まわされた。武家地は藩の加増に伴い、街道沿いに南へと開発されてゆき、1778年（安永7）の地図では、中心市街地から離れた現在の川越駅付近まで拡大していた。
城下の南方には川越の外港である川越五河岸が設けられ、大きな物資は船でしか運べなかった時代における、川越の物流拠点であった。

## 絵図
- 川越城図（楽只堂年録第26巻の内）（公益財団法人郡山城史跡・柳沢文庫保存会蔵）[8]は、楽只堂年録の元禄7年（1694年）9月15日条に収められており、近世川越城を描いた最古の城絵図とされている[9]。

## その他

### 童謡の舞台
童謡「とおりゃんせ」は城内にあった三芳野神社を舞台にしたものだといわれている。庶民は気軽に参拝できるものではなく「ご用のないもの通しゃせん」であり、帰りは厳しいチェックが待っていたので「行きはよいよい帰りは怖い」だった。

### 川越城七不思議
初雁の杉上述
霧吹きの井戸上述
人身御供
城が築城された地は「七ッ釜」という湿地帯で太田道真、太田道灌父子は土塁が完成しない。ある夜、沼の主・龍神が道真の夢枕に現れて「明朝、一番早く汝のもとに現れた者を人身御供（人柱）として我に差し出せば、築城は成就する」と告げる。翌朝一番に現れたのは道真の娘・世禰姫（よね姫）であった。実は娘も同じ夢を見たのだった。姫は城の完成を祈り沼に身を投げて龍神に捧げ、城は完成した。
天神洗足の井水
道灌が水堀を造るため水源を探していたところ、老人が三芳野神社付近の井戸水で足を洗っていた。この老人に案内され道灌は水源を発見できた。道灌は、この老人こそ三芳野天神の化身である、と天神洗足の井水と名付け大事にした。
片葉の葦
浮島稲荷神社の一帯は湿地帯で「七ツ釜」と呼ばれていた。城が敵に攻められ夜陰に乗じて城中から姫が乳母と逃げ七ツ釜までたどり着いたが、姫が足を踏み外し七ッ釜に落ちてしまった。葦にすがって這い上がろうとしたところ葦の葉がちぎれ姫は葦の片葉を掴んだまま水底へ沈んだ。この近辺の葦は、姫の恨みによってどれも片葉である。浮島稲荷神社に碑があり、七ツ釜の面影が残っている。
遊女川（よなかわ）の小石供養
芳野村の名主に、およねという美しい娘がいた。城の小姓が城主の鷹狩のお供で村に来た折に一目惚れして、およねを嫁にした。しかし武家に嫁いだことから身分違いで姑に苛められ、川に身を投げてしまった。夫は毎日、川に行き「およねやー」と叫び続けた。川底から「はーい」とおよねの返事があるので夫も川に吸い込まれるように身を投げた。川に石を投じるとおよねの返事があるという。
城中蹄の音
城主・酒井重忠は不思議なことに毎夜、矢叫びや蹄の音に眠りが覚めてしまう。易者が言うには城内のどこかにある戦の絵が災いしている、とのこと。宝物庫を調べたところ堀川夜討の戦いを描いた一双の屏風があった。この屏風を養寿院に寄進したところ、その夜から矢叫びや蹄の音が消えた、という。

### その他の謎
玄関外窓の溝
本丸御殿の外窓は、場所によって敷居・鴨居の溝の数が異なる。具体的には、玄関側の外窓は2本溝、玄関側以外では3本溝である。
御殿建築の外窓は、多くの場合、3本溝の敷居・鴨居を使用する。外側に2枚の雨戸（板戸）、内側に1枚の障子という構成で、窓に戸袋がなく、雨戸2枚を片側に寄せると障子1枚で開け閉めが可能である。しかし上記のとおり玄関側には溝が2本しかなく、保存修理工事に入る前から疑問視されていた。
後世の改修によって作り替えられたと考えられていたが、解体調査の結果、敷居・鴨居ともに建築当初のものと判明し、謎の解明には至っていない。
現在では、普段は雨戸で閉められ、使用時のみ障子と交換する、という仮説が考えられている。城主が住む本丸御殿の玄関や広間は特別なものであるため、重要な会議や来客時のみ使用されたのでは、という推論に基づくものである。

## 現地情報

### 所在地
- 埼玉県川越市郭町2-13-1

### 交通アクセス
- 東武東上線・JR川越線「川越駅東口」および西武新宿線「本川越駅」から東武バス「上尾駅西口行き」、「埼玉医大行き」又は「川越運動公園行き」で約10分「市役所前」下車、徒歩約10分
- 東武東上線・JR川越線「川越駅西口」及び西武新宿線「本川越駅」からイーグルバス「小江戸巡回バス」「あぐれっしゅ川越行き」で約15分「博物館・美術館前」下車、徒歩約2分

2006年、川越城は日本100名城（19番）に選定され、同年6月から全国規模の日本100名城スタンプラリーが開始された。